# Skoczek (szachy)
| Skoczek | Skoczek |
| ------- | ------- |
|         |         |

Skoczek (♘,♞), potocznie koń lub konik – figura w szachach z wyglądu przypominająca konia.
Każdy z graczy rozpoczyna grę z dwoma skoczkami, stojącymi pomiędzy wieżą a gońcem. W notacji algebraicznej skoczki białych znajdują się na polach b1 i g1, skoczki czarnych na b8 i g8.
Ruch tej figury jest najbardziej charakterystyczną cechą łączącą szachy i inne pokrewne gry z ich przodkami, ponieważ występował już w czaturandze i nie uległ zmianie co najmniej od VII wieku n.e.

## Ruch
Ruch skoczka można opisać jako krok o jedno pole w pionie lub poziomie, a następnie drugi krok na ukos, w kierunku oddalającym go od pola startowego. Niekiedy mówi się, że porusza się on „po literze L”. Przemieszcza się zawsze na pole przeciwnego koloru, pole to jest dodatkowo najbliższym polem o przeciwnym do wyjściowego kolorze, z wyłączeniem z nim sąsiadujących. Skoczek, tak jak każda inna figura, bije bierkę przeciwnika zajmując jej pole i porusza się przy biciu według tejże reguły, co i przy zwykłym ruchu.
Skoczek jest niezwykły w porównaniu z innymi bierkami szachowymi. W przeciwieństwie do innych figur szachowych skoczek może zignorować bierki stojące mu na drodze i przeskakiwać przez nie. Poza tym jest jedyną figurą, która może rozpocząć partię (inną bierką o tej możliwości jest pion).
|   | a | b | c | d | e | f | g | h |   |
| 8 | c6 – Czarne kółko · e6 – Czarne kółko · b5 – Czarne kółko · f5 – Czarne kółko · d4 – Biały skoczek · b3 – Czarne kółko · f3 – Czarne kółko · c2 – Czarne kółko · e2 – Czarne kółko | c6 – Czarne kółko · e6 – Czarne kółko · b5 – Czarne kółko · f5 – Czarne kółko · d4 – Biały skoczek · b3 – Czarne kółko · f3 – Czarne kółko · c2 – Czarne kółko · e2 – Czarne kółko | c6 – Czarne kółko · e6 – Czarne kółko · b5 – Czarne kółko · f5 – Czarne kółko · d4 – Biały skoczek · b3 – Czarne kółko · f3 – Czarne kółko · c2 – Czarne kółko · e2 – Czarne kółko | c6 – Czarne kółko · e6 – Czarne kółko · b5 – Czarne kółko · f5 – Czarne kółko · d4 – Biały skoczek · b3 – Czarne kółko · f3 – Czarne kółko · c2 – Czarne kółko · e2 – Czarne kółko | c6 – Czarne kółko · e6 – Czarne kółko · b5 – Czarne kółko · f5 – Czarne kółko · d4 – Biały skoczek · b3 – Czarne kółko · f3 – Czarne kółko · c2 – Czarne kółko · e2 – Czarne kółko | c6 – Czarne kółko · e6 – Czarne kółko · b5 – Czarne kółko · f5 – Czarne kółko · d4 – Biały skoczek · b3 – Czarne kółko · f3 – Czarne kółko · c2 – Czarne kółko · e2 – Czarne kółko | c6 – Czarne kółko · e6 – Czarne kółko · b5 – Czarne kółko · f5 – Czarne kółko · d4 – Biały skoczek · b3 – Czarne kółko · f3 – Czarne kółko · c2 – Czarne kółko · e2 – Czarne kółko | c6 – Czarne kółko · e6 – Czarne kółko · b5 – Czarne kółko · f5 – Czarne kółko · d4 – Biały skoczek · b3 – Czarne kółko · f3 – Czarne kółko · c2 – Czarne kółko · e2 – Czarne kółko | 8 |
| 7 | c6 – Czarne kółko · e6 – Czarne kółko · b5 – Czarne kółko · f5 – Czarne kółko · d4 – Biały skoczek · b3 – Czarne kółko · f3 – Czarne kółko · c2 – Czarne kółko · e2 – Czarne kółko | c6 – Czarne kółko · e6 – Czarne kółko · b5 – Czarne kółko · f5 – Czarne kółko · d4 – Biały skoczek · b3 – Czarne kółko · f3 – Czarne kółko · c2 – Czarne kółko · e2 – Czarne kółko | c6 – Czarne kółko · e6 – Czarne kółko · b5 – Czarne kółko · f5 – Czarne kółko · d4 – Biały skoczek · b3 – Czarne kółko · f3 – Czarne kółko · c2 – Czarne kółko · e2 – Czarne kółko | c6 – Czarne kółko · e6 – Czarne kółko · b5 – Czarne kółko · f5 – Czarne kółko · d4 – Biały skoczek · b3 – Czarne kółko · f3 – Czarne kółko · c2 – Czarne kółko · e2 – Czarne kółko | c6 – Czarne kółko · e6 – Czarne kółko · b5 – Czarne kółko · f5 – Czarne kółko · d4 – Biały skoczek · b3 – Czarne kółko · f3 – Czarne kółko · c2 – Czarne kółko · e2 – Czarne kółko | c6 – Czarne kółko · e6 – Czarne kółko · b5 – Czarne kółko · f5 – Czarne kółko · d4 – Biały skoczek · b3 – Czarne kółko · f3 – Czarne kółko · c2 – Czarne kółko · e2 – Czarne kółko | c6 – Czarne kółko · e6 – Czarne kółko · b5 – Czarne kółko · f5 – Czarne kółko · d4 – Biały skoczek · b3 – Czarne kółko · f3 – Czarne kółko · c2 – Czarne kółko · e2 – Czarne kółko | c6 – Czarne kółko · e6 – Czarne kółko · b5 – Czarne kółko · f5 – Czarne kółko · d4 – Biały skoczek · b3 – Czarne kółko · f3 – Czarne kółko · c2 – Czarne kółko · e2 – Czarne kółko | 7 |
| 6 | c6 – Czarne kółko · e6 – Czarne kółko · b5 – Czarne kółko · f5 – Czarne kółko · d4 – Biały skoczek · b3 – Czarne kółko · f3 – Czarne kółko · c2 – Czarne kółko · e2 – Czarne kółko | c6 – Czarne kółko · e6 – Czarne kółko · b5 – Czarne kółko · f5 – Czarne kółko · d4 – Biały skoczek · b3 – Czarne kółko · f3 – Czarne kółko · c2 – Czarne kółko · e2 – Czarne kółko | c6 – Czarne kółko · e6 – Czarne kółko · b5 – Czarne kółko · f5 – Czarne kółko · d4 – Biały skoczek · b3 – Czarne kółko · f3 – Czarne kółko · c2 – Czarne kółko · e2 – Czarne kółko | c6 – Czarne kółko · e6 – Czarne kółko · b5 – Czarne kółko · f5 – Czarne kółko · d4 – Biały skoczek · b3 – Czarne kółko · f3 – Czarne kółko · c2 – Czarne kółko · e2 – Czarne kółko | c6 – Czarne kółko · e6 – Czarne kółko · b5 – Czarne kółko · f5 – Czarne kółko · d4 – Biały skoczek · b3 – Czarne kółko · f3 – Czarne kółko · c2 – Czarne kółko · e2 – Czarne kółko | c6 – Czarne kółko · e6 – Czarne kółko · b5 – Czarne kółko · f5 – Czarne kółko · d4 – Biały skoczek · b3 – Czarne kółko · f3 – Czarne kółko · c2 – Czarne kółko · e2 – Czarne kółko | c6 – Czarne kółko · e6 – Czarne kółko · b5 – Czarne kółko · f5 – Czarne kółko · d4 – Biały skoczek · b3 – Czarne kółko · f3 – Czarne kółko · c2 – Czarne kółko · e2 – Czarne kółko | c6 – Czarne kółko · e6 – Czarne kółko · b5 – Czarne kółko · f5 – Czarne kółko · d4 – Biały skoczek · b3 – Czarne kółko · f3 – Czarne kółko · c2 – Czarne kółko · e2 – Czarne kółko | 6 |
| 5 | c6 – Czarne kółko · e6 – Czarne kółko · b5 – Czarne kółko · f5 – Czarne kółko · d4 – Biały skoczek · b3 – Czarne kółko · f3 – Czarne kółko · c2 – Czarne kółko · e2 – Czarne kółko | c6 – Czarne kółko · e6 – Czarne kółko · b5 – Czarne kółko · f5 – Czarne kółko · d4 – Biały skoczek · b3 – Czarne kółko · f3 – Czarne kółko · c2 – Czarne kółko · e2 – Czarne kółko | c6 – Czarne kółko · e6 – Czarne kółko · b5 – Czarne kółko · f5 – Czarne kółko · d4 – Biały skoczek · b3 – Czarne kółko · f3 – Czarne kółko · c2 – Czarne kółko · e2 – Czarne kółko | c6 – Czarne kółko · e6 – Czarne kółko · b5 – Czarne kółko · f5 – Czarne kółko · d4 – Biały skoczek · b3 – Czarne kółko · f3 – Czarne kółko · c2 – Czarne kółko · e2 – Czarne kółko | c6 – Czarne kółko · e6 – Czarne kółko · b5 – Czarne kółko · f5 – Czarne kółko · d4 – Biały skoczek · b3 – Czarne kółko · f3 – Czarne kółko · c2 – Czarne kółko · e2 – Czarne kółko | c6 – Czarne kółko · e6 – Czarne kółko · b5 – Czarne kółko · f5 – Czarne kółko · d4 – Biały skoczek · b3 – Czarne kółko · f3 – Czarne kółko · c2 – Czarne kółko · e2 – Czarne kółko | c6 – Czarne kółko · e6 – Czarne kółko · b5 – Czarne kółko · f5 – Czarne kółko · d4 – Biały skoczek · b3 – Czarne kółko · f3 – Czarne kółko · c2 – Czarne kółko · e2 – Czarne kółko | c6 – Czarne kółko · e6 – Czarne kółko · b5 – Czarne kółko · f5 – Czarne kółko · d4 – Biały skoczek · b3 – Czarne kółko · f3 – Czarne kółko · c2 – Czarne kółko · e2 – Czarne kółko | 5 |
| 4 | c6 – Czarne kółko · e6 – Czarne kółko · b5 – Czarne kółko · f5 – Czarne kółko · d4 – Biały skoczek · b3 – Czarne kółko · f3 – Czarne kółko · c2 – Czarne kółko · e2 – Czarne kółko | c6 – Czarne kółko · e6 – Czarne kółko · b5 – Czarne kółko · f5 – Czarne kółko · d4 – Biały skoczek · b3 – Czarne kółko · f3 – Czarne kółko · c2 – Czarne kółko · e2 – Czarne kółko | c6 – Czarne kółko · e6 – Czarne kółko · b5 – Czarne kółko · f5 – Czarne kółko · d4 – Biały skoczek · b3 – Czarne kółko · f3 – Czarne kółko · c2 – Czarne kółko · e2 – Czarne kółko | c6 – Czarne kółko · e6 – Czarne kółko · b5 – Czarne kółko · f5 – Czarne kółko · d4 – Biały skoczek · b3 – Czarne kółko · f3 – Czarne kółko · c2 – Czarne kółko · e2 – Czarne kółko | c6 – Czarne kółko · e6 – Czarne kółko · b5 – Czarne kółko · f5 – Czarne kółko · d4 – Biały skoczek · b3 – Czarne kółko · f3 – Czarne kółko · c2 – Czarne kółko · e2 – Czarne kółko | c6 – Czarne kółko · e6 – Czarne kółko · b5 – Czarne kółko · f5 – Czarne kółko · d4 – Biały skoczek · b3 – Czarne kółko · f3 – Czarne kółko · c2 – Czarne kółko · e2 – Czarne kółko | c6 – Czarne kółko · e6 – Czarne kółko · b5 – Czarne kółko · f5 – Czarne kółko · d4 – Biały skoczek · b3 – Czarne kółko · f3 – Czarne kółko · c2 – Czarne kółko · e2 – Czarne kółko | c6 – Czarne kółko · e6 – Czarne kółko · b5 – Czarne kółko · f5 – Czarne kółko · d4 – Biały skoczek · b3 – Czarne kółko · f3 – Czarne kółko · c2 – Czarne kółko · e2 – Czarne kółko | 4 |
| 3 | c6 – Czarne kółko · e6 – Czarne kółko · b5 – Czarne kółko · f5 – Czarne kółko · d4 – Biały skoczek · b3 – Czarne kółko · f3 – Czarne kółko · c2 – Czarne kółko · e2 – Czarne kółko | c6 – Czarne kółko · e6 – Czarne kółko · b5 – Czarne kółko · f5 – Czarne kółko · d4 – Biały skoczek · b3 – Czarne kółko · f3 – Czarne kółko · c2 – Czarne kółko · e2 – Czarne kółko | c6 – Czarne kółko · e6 – Czarne kółko · b5 – Czarne kółko · f5 – Czarne kółko · d4 – Biały skoczek · b3 – Czarne kółko · f3 – Czarne kółko · c2 – Czarne kółko · e2 – Czarne kółko | c6 – Czarne kółko · e6 – Czarne kółko · b5 – Czarne kółko · f5 – Czarne kółko · d4 – Biały skoczek · b3 – Czarne kółko · f3 – Czarne kółko · c2 – Czarne kółko · e2 – Czarne kółko | c6 – Czarne kółko · e6 – Czarne kółko · b5 – Czarne kółko · f5 – Czarne kółko · d4 – Biały skoczek · b3 – Czarne kółko · f3 – Czarne kółko · c2 – Czarne kółko · e2 – Czarne kółko | c6 – Czarne kółko · e6 – Czarne kółko · b5 – Czarne kółko · f5 – Czarne kółko · d4 – Biały skoczek · b3 – Czarne kółko · f3 – Czarne kółko · c2 – Czarne kółko · e2 – Czarne kółko | c6 – Czarne kółko · e6 – Czarne kółko · b5 – Czarne kółko · f5 – Czarne kółko · d4 – Biały skoczek · b3 – Czarne kółko · f3 – Czarne kółko · c2 – Czarne kółko · e2 – Czarne kółko | c6 – Czarne kółko · e6 – Czarne kółko · b5 – Czarne kółko · f5 – Czarne kółko · d4 – Biały skoczek · b3 – Czarne kółko · f3 – Czarne kółko · c2 – Czarne kółko · e2 – Czarne kółko | 3 |
| 2 | c6 – Czarne kółko · e6 – Czarne kółko · b5 – Czarne kółko · f5 – Czarne kółko · d4 – Biały skoczek · b3 – Czarne kółko · f3 – Czarne kółko · c2 – Czarne kółko · e2 – Czarne kółko | c6 – Czarne kółko · e6 – Czarne kółko · b5 – Czarne kółko · f5 – Czarne kółko · d4 – Biały skoczek · b3 – Czarne kółko · f3 – Czarne kółko · c2 – Czarne kółko · e2 – Czarne kółko | c6 – Czarne kółko · e6 – Czarne kółko · b5 – Czarne kółko · f5 – Czarne kółko · d4 – Biały skoczek · b3 – Czarne kółko · f3 – Czarne kółko · c2 – Czarne kółko · e2 – Czarne kółko | c6 – Czarne kółko · e6 – Czarne kółko · b5 – Czarne kółko · f5 – Czarne kółko · d4 – Biały skoczek · b3 – Czarne kółko · f3 – Czarne kółko · c2 – Czarne kółko · e2 – Czarne kółko | c6 – Czarne kółko · e6 – Czarne kółko · b5 – Czarne kółko · f5 – Czarne kółko · d4 – Biały skoczek · b3 – Czarne kółko · f3 – Czarne kółko · c2 – Czarne kółko · e2 – Czarne kółko | c6 – Czarne kółko · e6 – Czarne kółko · b5 – Czarne kółko · f5 – Czarne kółko · d4 – Biały skoczek · b3 – Czarne kółko · f3 – Czarne kółko · c2 – Czarne kółko · e2 – Czarne kółko | c6 – Czarne kółko · e6 – Czarne kółko · b5 – Czarne kółko · f5 – Czarne kółko · d4 – Biały skoczek · b3 – Czarne kółko · f3 – Czarne kółko · c2 – Czarne kółko · e2 – Czarne kółko | c6 – Czarne kółko · e6 – Czarne kółko · b5 – Czarne kółko · f5 – Czarne kółko · d4 – Biały skoczek · b3 – Czarne kółko · f3 – Czarne kółko · c2 – Czarne kółko · e2 – Czarne kółko | 2 |
| 1 | c6 – Czarne kółko · e6 – Czarne kółko · b5 – Czarne kółko · f5 – Czarne kółko · d4 – Biały skoczek · b3 – Czarne kółko · f3 – Czarne kółko · c2 – Czarne kółko · e2 – Czarne kółko | c6 – Czarne kółko · e6 – Czarne kółko · b5 – Czarne kółko · f5 – Czarne kółko · d4 – Biały skoczek · b3 – Czarne kółko · f3 – Czarne kółko · c2 – Czarne kółko · e2 – Czarne kółko | c6 – Czarne kółko · e6 – Czarne kółko · b5 – Czarne kółko · f5 – Czarne kółko · d4 – Biały skoczek · b3 – Czarne kółko · f3 – Czarne kółko · c2 – Czarne kółko · e2 – Czarne kółko | c6 – Czarne kółko · e6 – Czarne kółko · b5 – Czarne kółko · f5 – Czarne kółko · d4 – Biały skoczek · b3 – Czarne kółko · f3 – Czarne kółko · c2 – Czarne kółko · e2 – Czarne kółko | c6 – Czarne kółko · e6 – Czarne kółko · b5 – Czarne kółko · f5 – Czarne kółko · d4 – Biały skoczek · b3 – Czarne kółko · f3 – Czarne kółko · c2 – Czarne kółko · e2 – Czarne kółko | c6 – Czarne kółko · e6 – Czarne kółko · b5 – Czarne kółko · f5 – Czarne kółko · d4 – Biały skoczek · b3 – Czarne kółko · f3 – Czarne kółko · c2 – Czarne kółko · e2 – Czarne kółko | c6 – Czarne kółko · e6 – Czarne kółko · b5 – Czarne kółko · f5 – Czarne kółko · d4 – Biały skoczek · b3 – Czarne kółko · f3 – Czarne kółko · c2 – Czarne kółko · e2 – Czarne kółko | c6 – Czarne kółko · e6 – Czarne kółko · b5 – Czarne kółko · f5 – Czarne kółko · d4 – Biały skoczek · b3 – Czarne kółko · f3 – Czarne kółko · c2 – Czarne kółko · e2 – Czarne kółko | 1 |
|   | a | b | c | d | e | f | g | h |   |

## Siła i wykorzystywanie ruchu
Skoczek jako jedyna figura szachowa może przeskakiwać nad innymi bierkami (zarówno swoimi, jak i przeciwnika). W dodatku jest jedyną figurą posiadającą taki ruch. Cecha ta powoduje, że nadaje się on doskonale do wykonania podwójnego uderzenia. Jest to jedyna figura, która może zaatakować hetmana pozostając jednocześnie poza jego zasięgiem.
Specyficzność ruchu skoczka jest dla niego bardzo dużym plusem, ale zasięg którym dysponuje ta figura jest także powodem, że skoczek w odróżnieniu od innych figur nie może wykonać ruchu który mógłby związać jakąś bierkę na szachownicy w odróżnieniu od innych figur. Może być natomiast łatwo związany przez inne bierki.
Szachowe figury zazwyczaj są relatywnie silniejsze, gdy znajdują się w centrum szachownicy. Dotyczy to zwłaszcza skoczka, który w centrum atakuje osiem pól, umieszczony na skraju szachownicy – cztery, a w narożniku – tylko dwa. Z tego względu skoczki w początkowej fazie partii są rozwijane na ogół w kierunku centrum. Skoczki wkraczają do gry zazwyczaj wcześniej od gońców i dużo wcześniej od wież i hetmana.
Pozycja z której skoczek może zrobić 8 ruchów jest nazywana Różą Skoczkową

### Porównanie siły skoczka z gońcem
Siła skoczka jest porównywalna z siłą gońca. Goniec ma większy zasięg, lecz skoczek ma tę przewagę, że może dotrzeć do każdego pola szachownicy. Ze względu na to, że skoczek może przeskakiwać inne bierki, jest szczególnie przydatny w pozycjach zamkniętych, przy dużej liczbie bierek na szachownicy. W pozycjach otwartych, przy mniejszej liczbie bierek w grze oraz w końcówkach, siła skoczka w porównaniu z gońcem nieco maleje. Dowodem tego jest fakt, iż spośród matów samotnego króla wyłącznie z pomocą pary lekkich figur niektóre ich kombinacje są dogodniejsze: w ogólnej sytuacji mat króla za pomocą króla wspieranego dwoma gońcami uważany jest za względnie prosty, skoczka i gońca – dość trudny, dwóch skoczków – za niemożliwy (zob. mat dwoma skoczkami i królem).